# Memóriajáték
A memóriajáték két- vagy többszemélyes, kártyákkal játszható, puzzle jellegű táblajáték. A győzelemhez az összes párt meg kell találni. A memóriajáték táblásnak minősül, de a valóságban kártyával, leginkább gyerekek szokták játszani, célja, hogy próbára tegye a játékosok emlékezőképességét.

## Játékmenet
A játékosok előtt kártyák vannak lerakva a hátlapjukkal fölfelé, jelen esetben 6x4-es téglalap formában.
Felváltva, lépésenként két tetszőleges kártyát kell felfordítaniuk. Amennyiben az egyik játékos párt talál, azt leszedheti magának és még egyszer jöhet.
Az a játékos nyer, aki a legtöbb kártyát szedte le.